# Baljursi
Baljursi (en árabe: بلجرشي‎) es una localidad de Arabia Saudita, en la región de Baha.

## Demografía
Según estimación 2010 contaba con 41707 habitantes.
- Datos: Q2197824

1. 1 2  Word Gazetteer. (enlace roto disponible en Internet Archive; véase el historial, la primera versión y la última).